# Jorge Robledo
Pour les articles homonymes, voir George Robledo et Robledo (homonymie).
 (octobre 2011).
Si vous disposez d'ouvrages ou d'articles de référence ou si vous connaissez des sites web de qualité traitant du thème abordé ici, merci de compléter l'article en donnant les références utiles à sa vérifiabilité et en les liant à la section « Notes et références ».

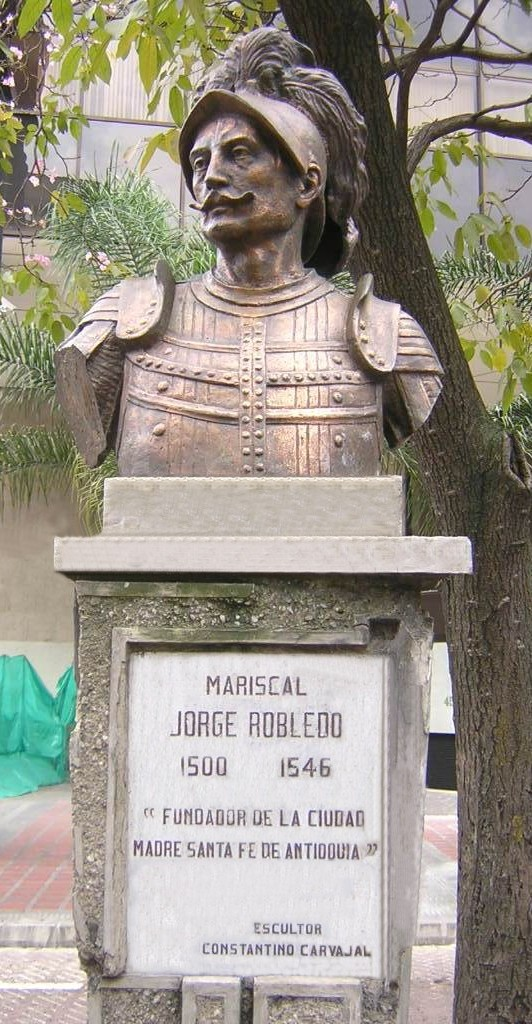
Statue du buste de Jorge Robledo à Medellín.

Jorge Robledo (1500 - 1546) fut un conquistador et maréchal espagnol du XVIesiècle.

## Biographie
Né dans la province de Jaén en Espagne, il est d'origine noble.
Il devint capitaine lors des guerres d'Italie entre les forces françaises de François Ier et celles de Charles Quint.
Il s'embarqua pour l'Amérique où il participa à la conquête du Guatemala.
Il se rendit ensuite en Amérique du Sud où il guerroya aux côtés de Francisco Pizarro à la bataille de Cajamarca au Pérou contre les Incas de Atahualpa. 
Il s'engagea au côté de Sebastián de Belalcázar à la recherche d'Eldorado, la contrée mythique d'Amérique du Sud supposée regorger d'or.
Il participa à la fondation des villes de Cali et de Popayan en Colombie.
Il fut nommé gouverneur de Popayan et contribua à la nomination de Sebastián de Belalcázar comme gouverneur de Cali.
En 1542, à la suite d'une dénonciation de son lieutenant Rene Clabel de Loscos, Jorge Robledo est accusé par Pedro de Heredia d'avoir usurpé ses droits sur la région de Popayan. Heredia l'emprisonne et lui confisque ses richesses. Il l'envoie ensuite en Espagne pour être jugé. La justice espagnole le blanchit des accusations d'usurpation et  l'acquitte. La Couronne d'Espagne le nomme maréchal pour services rendus au pays.
En 1546, il s'en retourne en Amérique à Cartagène, avec son épouse Marie de Carvajal.
Il part pour Antioquia, où le représentant de Belalcázar s'est emparé du gouvernement local. Il fait alors remettre par le truchement d'un émissaire une lettre de créance au gouverneur ordonnant que Belalcázar ne sorte pas de la ville de Cali et reconnaisse son autorité sur Antioqua. 
Mais cet affrontement avec Belalcazar sera fatal à Robledo. Ayant commis des erreurs tactiques, il demande finalement la paix à Belalcázar. Ce dernier refuse et le capture avant de le condamner à mort. Il est garroté le 5 octobre 1546 ainsi que ses aides de camp Hernán Rodríguez de Souza, Baltazar de Ledesma et Juan Márquez Sanabria.